# Gerhardodon
Gerhardodon (ząb Gerarda) – wymarły ssak z podgromady Allotheria, zaliczany do wieloguzkowców, żyjący na terenach południowej Anglii we wczesnej kredzie. Rodzaj Gerhardhodon opisany został przez Z. Kielan-Jaworowską i P.C. Ensoma w 1992 r.